# Нед Лидс
Нед Лидс (англ. Ned Leeds) — персонаж серии комиксов компании Marvel Comics. Он, согласно сюжету, был репортёром «The Daily Bugle», а позднее, не по своей воле, стал Хобгоблином.

## История создания
Нед Лидс впервые появился в 1964 году в The Amazing Spider-Man #18 и был создан Стэном Ли и Стивом Дитко. Он был убит в феврале 1987 году в комиксе Человек-Паук против Росомахи, написанном Джимом Оусли. Том ДеФалко, Рон Френз и Питер Девид критично отозвались об этом, поскольку Оусли не предупредил их о том, что собирается убить Неда Лидса.

## Биография
Нед Лидс — репортёр в «The Daily Bugle». Он и Питер Паркер соперничают за любовь Бетти Брант, однако человек-паук отказывается добиваться её, боясь, что она узнает и не сможет принять его двойную личность как Человека-Паука. Вскоре после этого Нед Лидс добивается расположения Бетти Брант и женится на ней. Тем не менее их брак становится очень напряжённым.
Когда Человек-Паук сражается с Хобгоблином, Нед Лидс следует за супер-злодеем и находит его укрытие. Тем не менее Хобгоблин обнаруживает его и захватывает в плен. Он промывает мозги Неду Лидсу, решив в будущем сделать из него «козла отпущения».
Позднее Нед Лидс занимается расследованием по делу сына Кингпина Ричарда Фиска. Узнав, что Ричард Фиск ненавидит своего отца, Нед Лидс помогает ему создать своё «второе я» — Розу. Родерик Кингсли, желая стать новым боссом криминального мира, решает с помощью Неда Лидса убить Кингпина.
Нед Лидс становится более злым и агрессивным, из-за чего его отношения с Бетти Брант постепенно разваливаются. Та ищет утешения во Флэше Томпсоне. Когда он публично оскорбляет Хобгоблина, тот подставляет его, выдавая себя за настоящего Хобгоблина. Вскоре тайна личности Неда Лидса была раскрыта и он отправился в Берлин. Там же он был убит Иностранцем по просьбе Джейсона Макендэйла. Позднее Кингпин показал фотографии Неда Лидса в костюме Хобгоблина Человеку-Пауку.

## Силы и способности
Будучи работником «The Daily Bugle», Нед Лидс обладал навыками журналиста и детектива. После становления Хобгоблином Нед Лидс получил гоблин-глайдер для полётов, броню под костюмом, перчатки с возможностью выпуска электрозарядов, бластеры, метальные диски и различные бомбы в форме тыкв со взрывчаткой, дымовой завесой или галлюциногенным газом.

## Альтернативные версии

### Ultimate
Впервые Нед Лидс появляется в Ultimate Spider-Man #121. В этой вселенной Нед Лидс и Бетти Брант не могут терпеть друг друга.

### Spider-Man Loves Mary Jane
Нед Лидс кратко появляется в комиксе Spider-Man Loves Mary Jane в № 6 и № 7. Здесь Нед Лидс является ровесником Питера Паркера. Он разрывает отношения с Мэри Джейн Уотсон ради Бетти Брант.

### What If..?
- В «… Человек-паук спасает Гвен Стейси» Нед Лидс присутствует на свадьбе Гвен и Питера.[4]
- В «… Сорвиголова убивает Кингпина» Нед Лидс становится Хобгоблином и работает на Ричарда Фиска. Он погибает от своей собственной бомбы, при этом взорвав себя и Сорвиголову[5].

## Вне комиксов

### Телевидение
- Нед Лидс появляется в нескольких эпизодах мультсериала «Человек-паук» 1994 года, где его озвучивает Боб Берген. Здесь он не становится Хобгоблином, так как его личность была выявлена до введения Неда Лидса в историю. Кроме того, в этом мультсериале не появляется Бетти Брант, из-за чего персонаж остаётся нераскрытым.
- В мультсериале «Новые приключения Человека-паука» Нед Лидс, озвученный Эндрю Кишино, был переименован в Неда Ли, американца корейского происхождения.

### Кино
- В фильме «Новый Человек-паук. Высокое напряжение» Питер Паркер читает статью Неда Лидса, в которой говорится о том, что Курт Коннорс не признаёт себя виновным[6].

#### Киновселенная Marvel

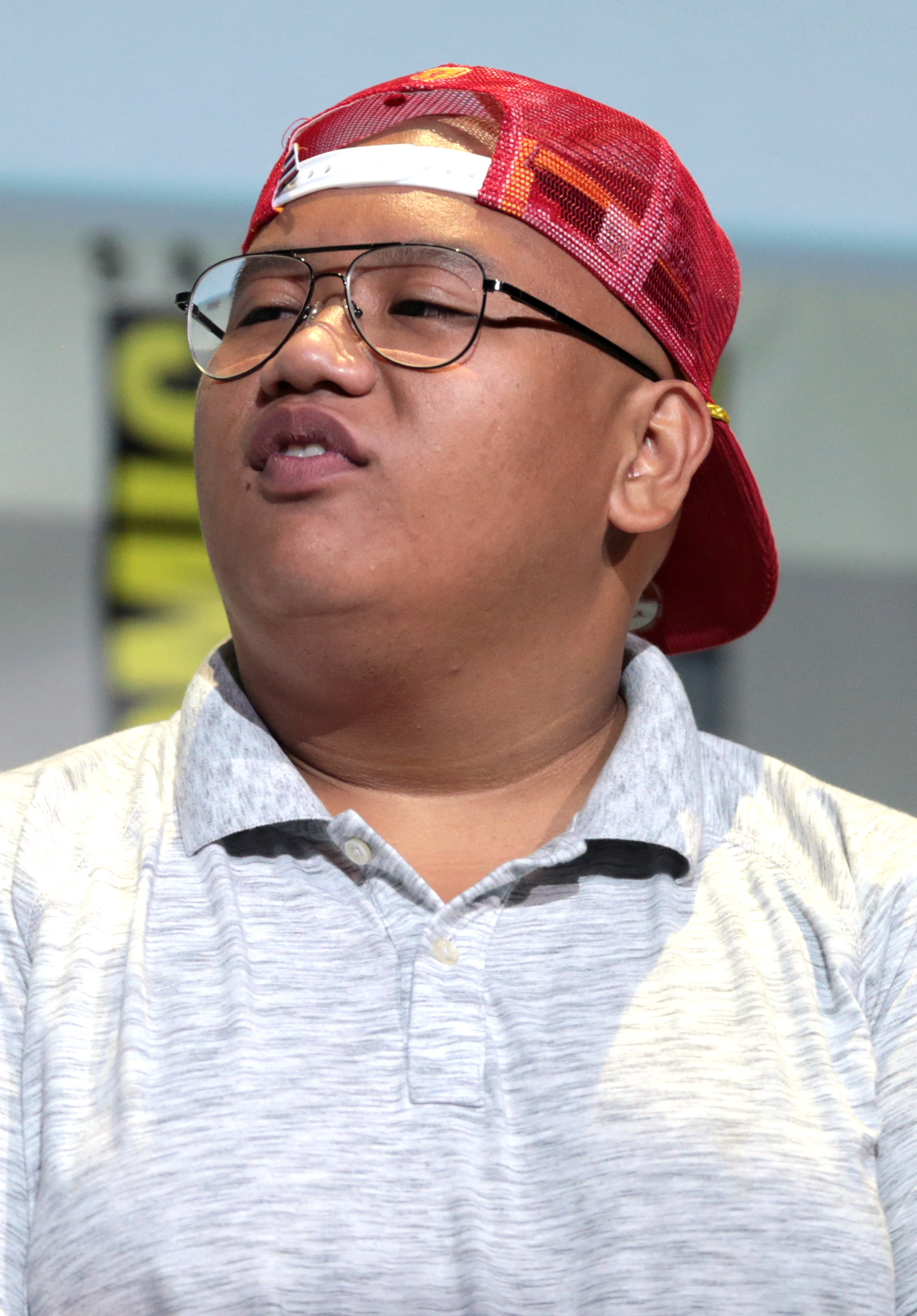
Джейкоб Баталон, играющий Неда Лидса в КВМ

- Джейкоб Баталон исполнил роль Неда Лидса в фильме «Человек-паук: Возвращение домой»[7]. Нед — вспомогательный персонаж фильма и лучший друг Питера Паркера, который узнаёт, что тот Человек-паук.
- Нед Лидс появляется на короткое время в фильме «Мстители: Война Бесконечности» в школьном автобусе и отвлекает всех одноклассников, чтобы Питер смог переодеться в Человека-Паука и прилететь на помощь к Старку.
- Эпизодически засветился в «Мстители: Финал», где встречает в школе Питера Паркера, вернувшегося через 5 лет после своего исчезновения из-за щелчка Таноса.
- Нед Лидс вновь появляется в фильме «Человек-паук: Вдали от дома».
- В «Человек-паук: Нет пути домой» он помогает Питеру против злодеев, переместившихся из других вселенных.